# Macrargus
Macrargus Dahl, 1886 è un genere di ragni appartenente alla famiglia Linyphiidae.

## Distribuzione
Le sette specie oggi note di questo genere sono state rinvenute nella regione olartica: la specie dall'areale più esteso è la M. multesimus reperita in svariate località dell'intera regione.

## Tassonomia
Considerato sinonimo anteriore di Auletta O.P.-Cambridge, 1882 (posto poi in sinonimia con Auletobia Strand, 1929) a seguito di un lavoro di Wunderlich (1974b).
Dal 2010 non sono stati esaminati esemplari di questo genere.
A dicembre 2012, si compone di sette specie secondo l'aracnologo Platnick e di sei specie secondo l'aracnologo Tanasevitch:
- Macrargus alpinus Li & Zhu, 1993 — Cina
- Macrargus boreus Holm, 1968 — Svezia, Finlandia, Russia, Ucraina
- Macrargus carpenteri (O.P.-Cambridge, 1894) — Regione paleartica
- Macrargus excavatus (O. P.-Cambridge, 1882)[3] — Europa
- Macrargus multesimus (O. P.-Cambridge, 1875) — Regione olartica
- Macrargus rufus (Wider, 1834)[4] — Regione paleartica
- Macrargus sumyensis Gnelitsa & Koponen, 2010 — Ucraina, Bielorussia

### Specie trasferite
- Macrargus camtschadalicus (Kulczyński, 1885); trasferita al genere Perro Tanasevitch, 1992[1].
- Macrargus coreanus Paik, 1991; trasferita al genere Nippononeta Eskov, 1992.
- Macrargus indistinctus Kulczyński, 1908; trasferita al genere Masikia Millidge, 1984.
- Macrargus pacificus Berland, 1924; trasferita al genere Laminacauda Millidge, 1985.
- Macrargus solitarius Dahl, 1928; trasferita al genere Masikia Millidge, 1984.
- Macrargus strandi (Schenkel, 1934); trasferita al genere Scotargus Simon, 1913

### Sinonimi
- Macrargus granulosus (L. Koch, 1879); trasferita dal genere Centromerus e posta in sinonimia con M. multesimus (O.P.-Cambridge, 1875) a seguito di uno studio di Holm (1945b)[1].
- Macrargus mordax (L. Koch, 1879); trasferita dal genere Linyphia e posta in sinonimia con M. multesimus (O. P.-Cambridge, 1875) a seguito di uno studio di Holm (1945b).
- Macrargus rabeleri Schenkel, 1936; posta in sinonimia con M. carpenteri (O. P.-Cambridge, 1894) a seguito di un lavoro di Wiehle del 1956, sotto la denominazione Macrargus rufus carpenteri.
- Macrargus rufus minutus Holm, 1939; posta in sinonimia con M. carpenteri (O. P.-Cambridge, 1894) a seguito di un lavoro degli aracnologi Locket & Millidge del 1953, sotto la denominazione Macrargus rufus carpenteri.

### Nomen dubium
- Macrargus australis Berland, 1924b; esemplari maschili e femminili, reperiti nelle isole Juan Fernández, a seguito di un lavoro di Miller (2007a), sono da considerarsi nomina dubia[1].